# آلبرت آیلر
آلربت آیلر (به انگلیسی: Albert Ayler) (زاده ۱۹۳۶ - درگذشته ۱۹۷۰) نوازندهٔ ساکسوفون، آهنگ‌ساز، و خواننده آمریکایی بود.
او از سردمداران فری جز در دهه ۱۹۶۰ بود و می‌توان سبک پرهیاهوی تک‌نوازی‌های او را متأثر از موسیقی کلیسایی دانست. او در کنار رهبری گروه خود با دیگر موسیقی‌دانان جز از جمله دان چری همکاری داشت.
مرگ او در سال ۱۹۷۰ خود موضوعی جنجالی بود. عده‌ایی آن را خودکشی و عده‌ایی آن را قتلی به خاطر فعالیتهایش در مبارزات سیاهپوستان برای حقوق اجتماعی خوانده‌اند∗.